# Kalle Ankas hundbad
Kalle Ankas hundbad (engelska: Donald's Dog Laundry) är en amerikansk animerad kortfilm med Kalle Anka från 1940.

## Handling
Kalle Anka har uppfunnit en automatisk hundtvätt som han tänkt att Pluto ska vara försökskanin för. Men det verkar som att Pluto inte vill ta ett bad, inte ens blir han lockad till att göra det med ett gummiben eller en kattdocka.

## Om filmen
Filmen hade svensk premiär den 13 april 1942 på biografen Spegeln i Stockholm. Där visades den både som separat kortfilm och som förfilm till komedifilmen Min frus frestelser (engelska: My Life With Caroline) med Ronald Colman och Anna Lee i huvudrollerna.
Filmen har givits ut på VHS och DVD och finns dubbad till svenska.

## Rollista
- Clarence Nash – Kalle Anka
- Lee Millar – Pluto[10]